# Tale padre
Tale padre (Like Father) è un film del 2018 diretto da Lauren Miller.

## Trama
Dopo essere stata abbandonata all'altare, Rachel, un'agente pubblicitaria maniaca del lavoro, decide di partire da sola per la luna di miele in crociera ai Caraibi insieme al padre. Potrebbe essere il miglior errore della sua vita.

## Distribuzione
Il film è stato distribuito sulla piattaforma Netflix dal 3 agosto 2018.